# Tomasz Łodygowski
Tomasz Andrzej Łodygowski (ur. 7 czerwca 1951 w Poznaniu) – polski inżynier budownictwa i nauczyciel akademicki, profesor nauk technicznych, rektor Politechniki Poznańskiej w kadencjach 2012–2016 i 2016–2020, kierownik Zakładu Lotnictwa. Członek Rady Narodowego Centrum Badań i Rozwoju w kadencji 2020–2024.

## Życiorys
W 1974 ukończył studia na Wydziale Budownictwa Lądowego Politechniki Poznańskiej. Na tej samej jednostce uzyskiwał stopnie doktora w 1982 i doktora habilitowanego w 1997 (w oparciu o rozprawę Theoretical and numerical aspect of plastic strain localization). W 2005 otrzymał tytuł profesora nauk technicznych. Zawodowo związany z macierzystą uczelnią, doszedł do stanowiska profesora w Instytucie Konstrukcji Budowlanych. Objął m.in. stanowisko kierownika Zakładu Komputerowego Wspomagania. W latach 2002–2008 pełnił funkcję prorektora tej uczelni. W 2012 został wybrany na stanowisko rektora Politechniki Poznańskiej. W 2016 uzyskał reelekcję na kolejną czteroletnią kadencję.
W 2020 został kierownikiem Zakładu Lotnictwa na Wydziale Inżynierii Lądowej i Transportu Politechniki Poznańskiej. W tym samym roku powołany w skład Rady Narodowego Centrum Badań i Rozwoju na czteroletnią kadencję.
Był stypendystą IPPT PAN (1979–1980), Programu Fulbrighta na Northwestern University (1986–1988) oraz Fundacji im. Aleksandra von Humboldta na Universität Hannover (1992–1994). W pracy naukowej specjalizuje się m.in. w zagadnieniach mechaniki komputerowej konstrukcji. Uzyskiwał członkostwo w Komitecie Mechaniki Polskiej Akademii Nauk oraz w Central European Association for Computational Mechanics. Współtworzył Polskie Towarzystwo Metod Komputerowych Mechaniki.
Wypromował m.in. 8 doktorów.

## Odznaczenia i wyróżnienia
- Srebrny Krzyż Zasługi (2001)[7]
- Krzyż Kawalerski Orderu Odrodzenia Polski (2013)[8]
- Krzyż Komandorski Orderu Odrodzenia Polski (2019)[9][10]
- Medal Stulecia Odzyskanej Niepodległości (2019)[10]
- tytuł doktora honoris causa Politechniki Kijowskiej[5]
- Złoty Hipolit (2024)[11]